# オークラ プレステージバンコク

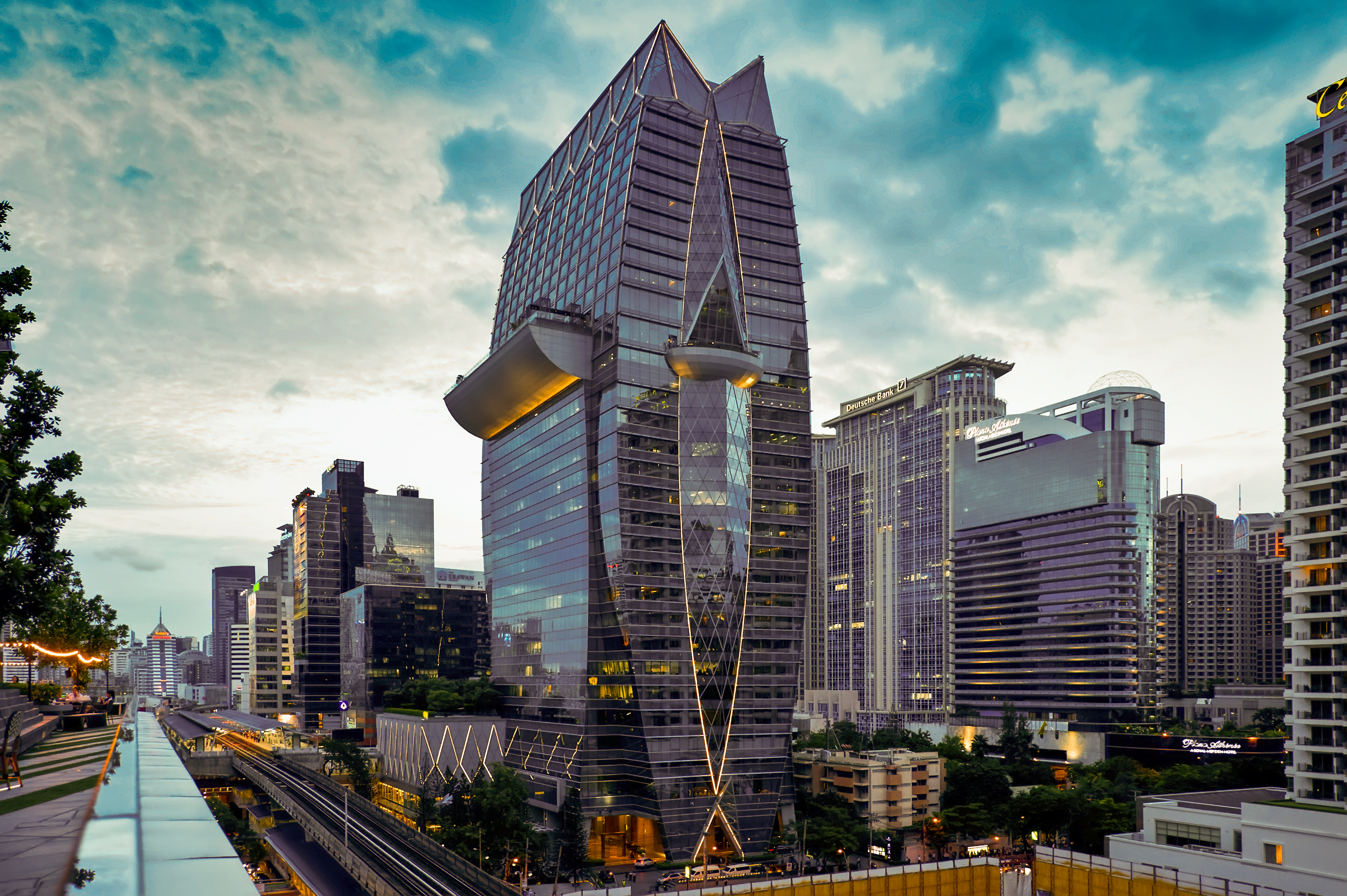
オークラ プレステージバンコク

オークラ プレステージバンコク（The Okura Prestige Bangkok）は、タイ・バンコクのパトゥムワン区にある、オークラホテルズアンドリゾーツが展開している最高級ホテル。ザ・リーディングホテルズ・オブ・ザ・ワールド加盟ホテル。

## 特徴
オークラ プレステージバンコクは、タイの大手財閥TCCグループによって、バンコク・スカイトレイン・プルンチット駅前に建てられた34階建ての複合ビル「パーク ベンチャーズ エコプレックス」（Park Ventures Ecoplex）の1～3階と23～34階に入居している。プルンチット駅とは連絡通路でつながっている。
客室は最もベーシックなデラックスで約47平方メートルの広さを誇り、全室にバスタブとシャワーブースが付いている。25階にあるプールから壮大な眺めが広がる。

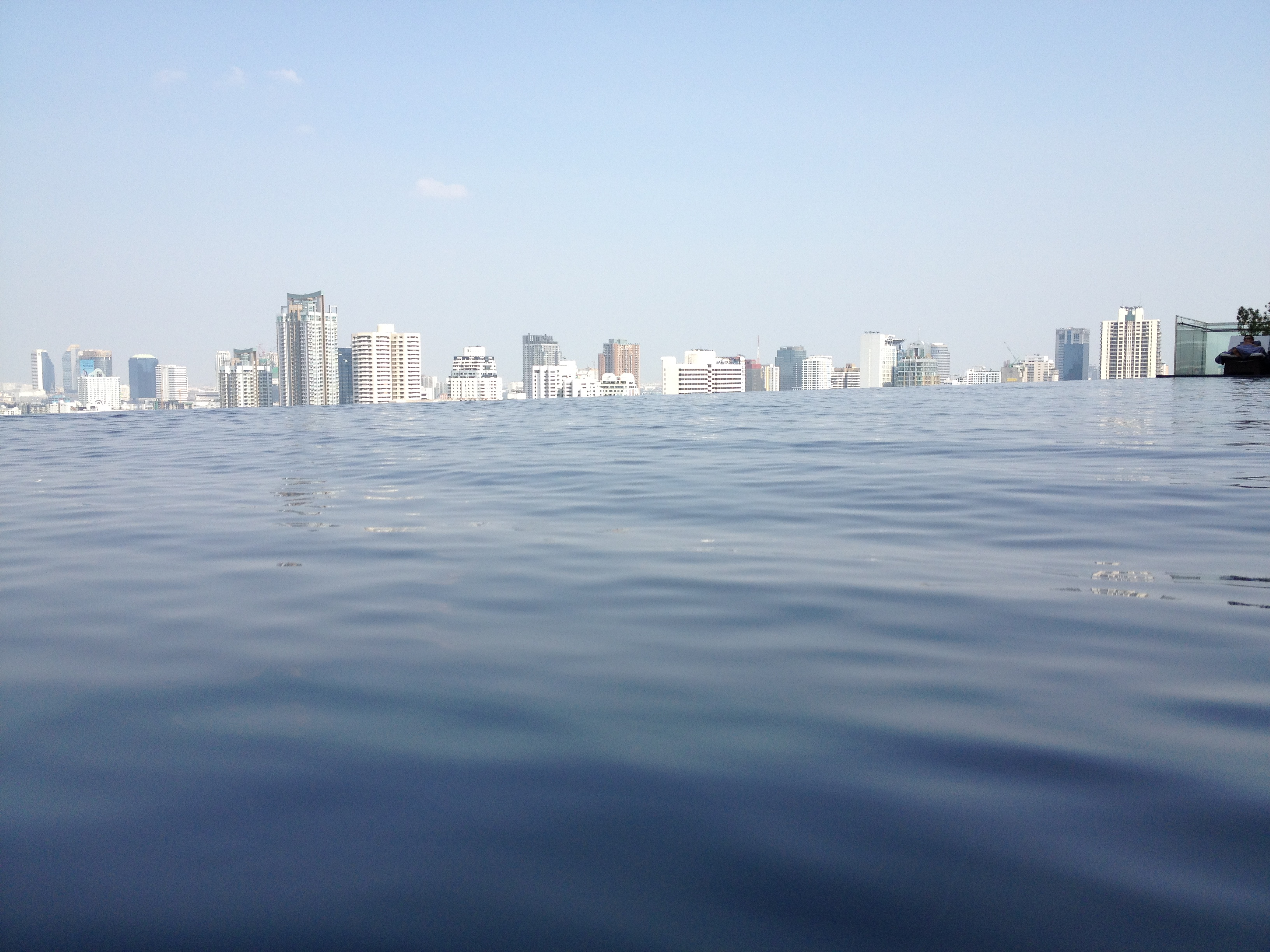
25階にあるプールからの眺め

2012年5月14日開業、240室。

## 施設
- 山里（Yamazato）　日本料理
- エレメンツ（Elements）　創作料理
- Up & Above Restaurant and Bar　インターナショナル料理、バー
- La Pâtisserie　洋菓子
- オークラスパ（Okura Spa）　スパ
- プール　屋外に1か所

など